# Mihails Zemļinskis
Mihails Zemļinskis (ur. 21 grudnia 1969 w Rydze) – łotewski piłkarz grający na pozycji środkowego obrońcy.

## Kariera klubowa
Zemļinskis swoją karierę piłkarską rozpoczął w klubie Zvezda Venstpils. W 1991 roku wyjechał do węgierskiego Budapesti Vasutas, gdzie spędził jednak tylko jeden sezon. W 1992 roku wrócił do ojczyzny i zaczął występować w najbardziej utytułowanym klubie w kraju, Skonto Ryga. Przez lata był podstawowym zawodnikiem Skonto, a swój pierwszy sukces osiągnął już w 1993 roku, kiedy to zdobył mistrzostwo Łotwy. Z kolei w latach 1994–1997 powtórzył jeszcze czterokrotnie ten sukces. W 1995 i 1997 roku zdobywał także Puchar Łotwy. W sezonie 1997/1998 Mihalis występował w izraelskim Hapoelu Kefar Sawa, ale po rozegraniu 17 spotkań wrócił do Skonto. W latach 1999–2004 zdobył kolejne tytuły mistrza kraju, a w latach 2000–2002 tamtejszy puchar. W 2005 roku zakończył piłkarską karierę, a w barwach Skonto wystąpił 252 razy i zdobył 57 goli.

## Kariera reprezentacyjna
W reprezentacji Łotwy Zemļinskis zadebiutował 8 kwietnia 1992 roku w przegranym 0:2 towarzyskim spotkaniu z Rumunią. Przez lata był podstawowym zawodnikiem zespołu. W 2004 roku został powołany przez Aleksandrsa Starkovsa do kadry na Euro 2004. Tam zagrał we wszystkich trzech spotkaniach: przegranych 1:2 z Czechami i 0:3 z Holandią oraz zremisowanym 0:0 z Niemcami. W październiku 2004 wystąpił po raz setny w kadrze narodowej – Łotysze zremisowali 2:2 z Estonią. Ogółem do 2005 roku Zemļinskis wystąpił w 105 meczach drużyny Łotwy i zdobył w nich 12 goli.

## Działalność polityczna
Od 2006 pozostaje członkiem Centrum Zgody.